# Calopogon tuberosus
Calopogon tuberosus – растение семейства Орхидные, произрастающее в восточной части Северной Америки.

## Распространение
В США растение встречается от юго-запада страны до Техаса и Оклахомы и до юго-востока до Эверглейдс во Флориде, от северо-востока до штата Мэн и до северо-запада до Миннесоты. В Канаде встречается во всех провинциях от Ньюфаундленда до Манитобы. Растение также встречается в Сен-Пьере и Микелоне, на Кубе и на Багамах.

## Статус сохранения
В системе природоохранного статуса NatureServe растение внесено в список «G5 - Secure». Однако в штатах Иллинойс, Кентукки и Мэриленд оно внесено в список исчезающих видов, а в Нью-Йорке — как уязвимый вид.

## Галерея

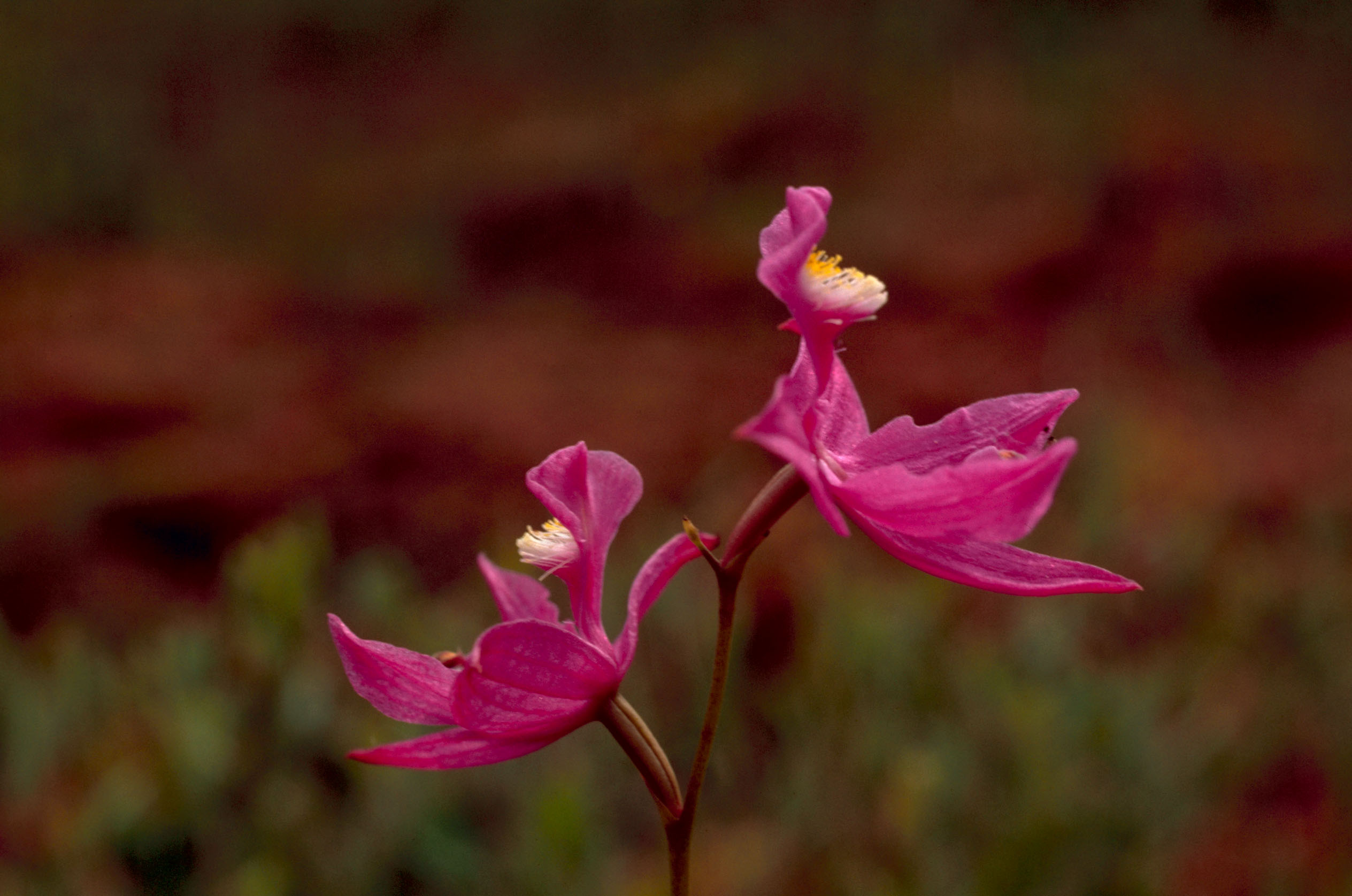
Дикий Calopogon tuberosus
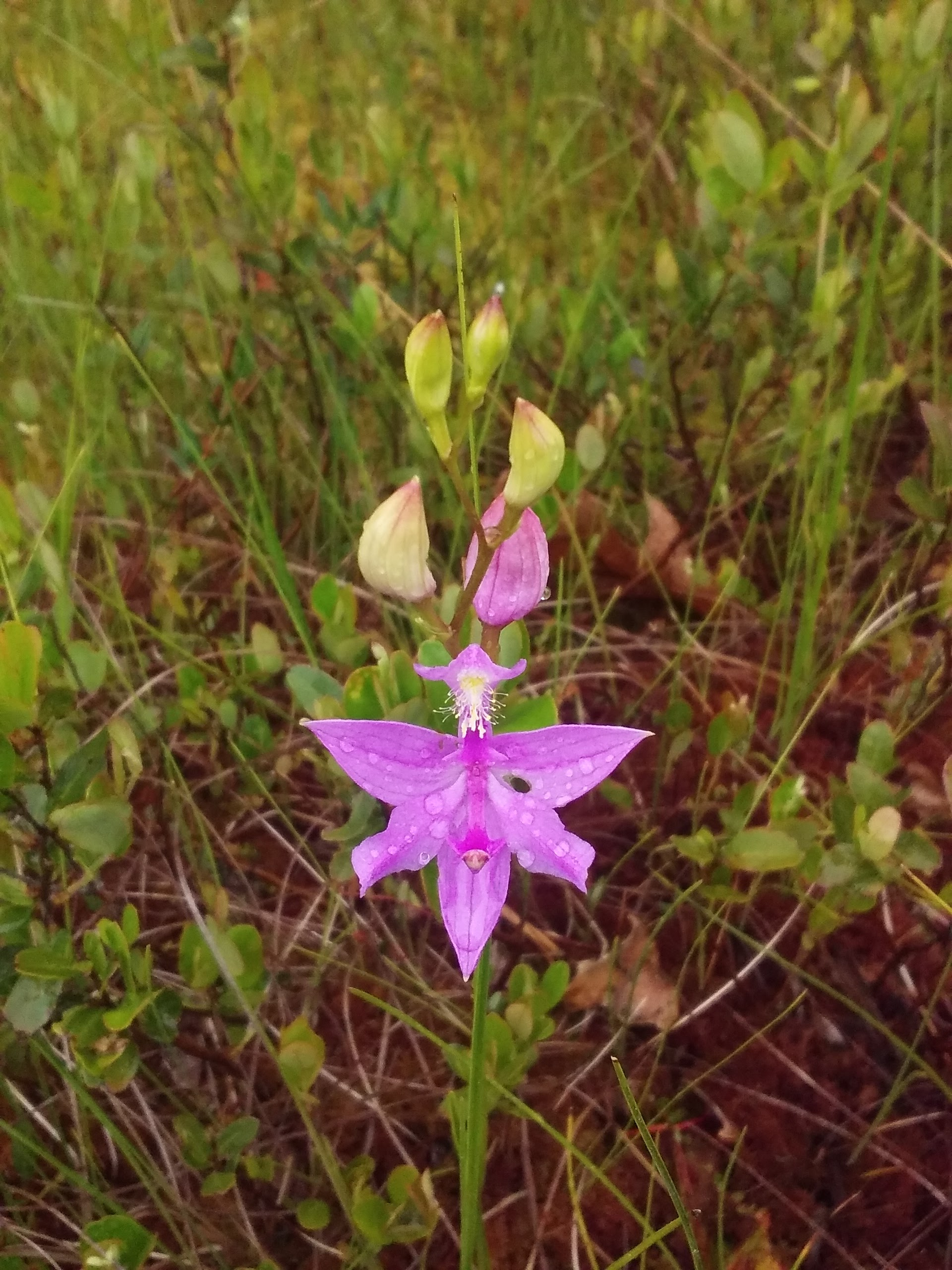
Цветы и бутоны в Сако, штат Мэн